# Vic-en-Bigorre
Vic-en-Bigorre is een gemeente in het Franse departement Hautes-Pyrénées (regio Occitanie). De plaats maakt deel uit van het arrondissement Tarbes. De gemeente telde 4.830 inwoners op 1 januari 2022.

## Geschiedenis
De plaats is ontstaan bij een natuurlijke oversteek over de Echez, een zijrivier van de Adour. Hier ontstond in de Gallo-Romeinse tijd een vicus.
Het moderne Vic ontstond in de 12e eeuw en werd gesticht door Pierre de Marsan, graaf van Bigorre. Hij liet een ommuurde stad met een burcht bouwen. Vic kreeg stadsrechten en werd bestuurd door verkozen consuls. Tijdens de Hugenotenoorlogen werden de gotische kerk, het kasteel en de stadsmuren grotendeels vernield. In de 18e eeuw kende de plaats een bloeitijd dankzij de landbouw (graan, wijn en paarden) en rijke burgers bouwden er hun huizen. In de 19e eeuw werden een treinstation (1859) en een grote markthal gebouwd. Tegen 1880 was de bloeitijd van de stad voorbij. Pas in de tweede helft van de 20e eeuw kwam er weer groei.

## Geografie
De oppervlakte van Vic-en-Bigorre bedroeg op 1 januari 2022 31,86 vierkante kilometer; de bevolkingsdichtheid was toen 151,6 inwoners per km².
De onderstaande kaart toont de ligging van Vic-en-Bigorre met de belangrijkste infrastructuur en aangrenzende gemeenten.

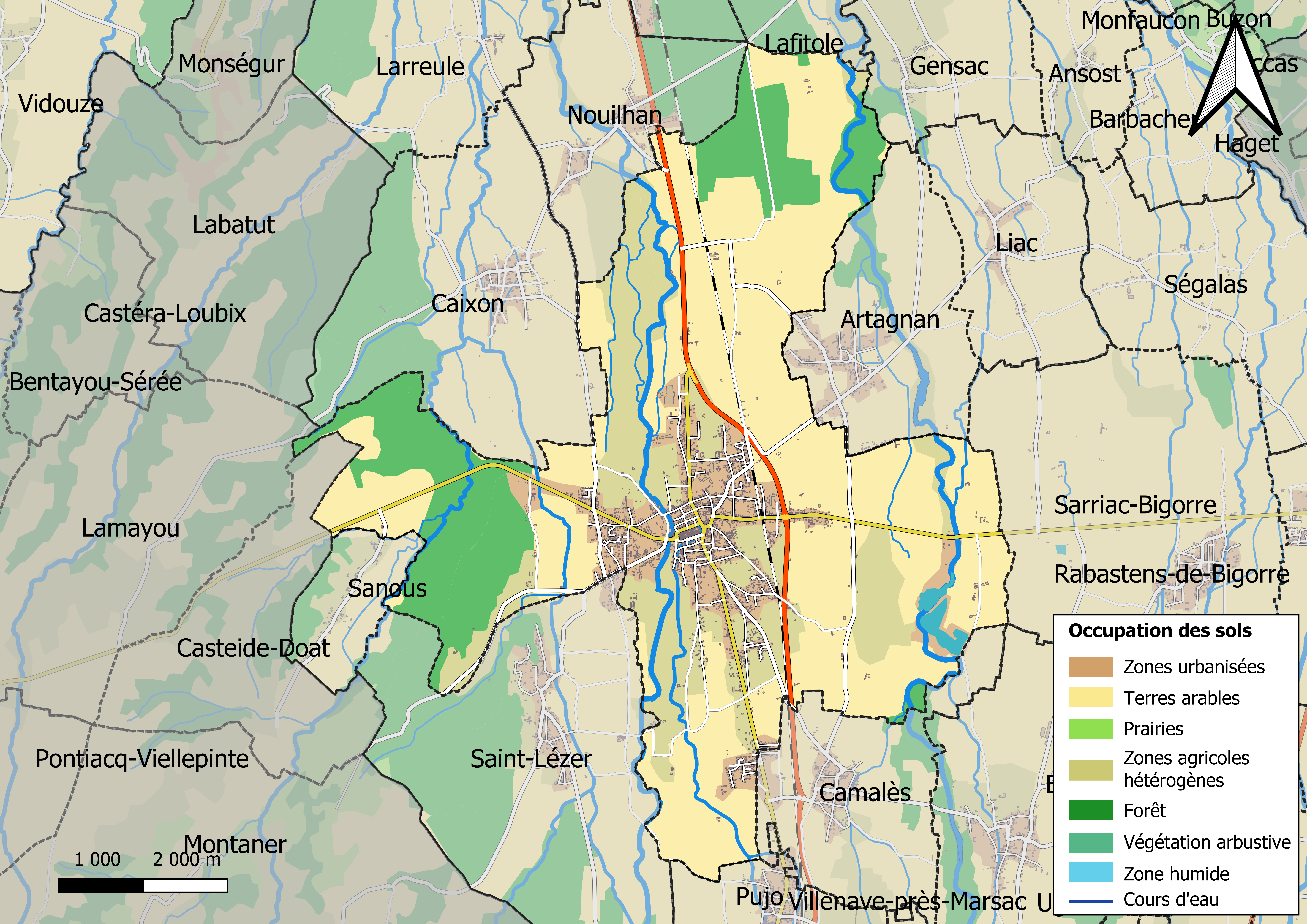

## Demografie
Onderstaande figuur toont het verloop van het inwonertal (bron: INSEE-tellingen).